# Береснева, Ольга Александровна
О́льга Алекса́ндровна Бе́реснева (род. 12 октября 1985, Мариуполь) — украинская и израильская пловчиха, специалистка по плаванию вольным стилем. Выступала на международном уровне за сборную Украины в 2000—2004 и 2008—2015 годах, тогда как в период 2004—2008 годов представляла Израиль. Чемпионка Европы по плаванию в открытой воде, рекордсменка страны, участница трёх летних Олимпийских игр. Мастер спорта Украины международного класса.

## Биография
Ольга Береснева родилась 12 октября 1985 года в городе Мариуполе Донецкой области Украинской ССР. Заниматься плаванием начала в возрасте шести лет по наставлению своего отца Александра Береснева, который тоже был пловцом и в своё время представлял Советский Союз на различных соревнованиях.
В 2000 году в возрасте 14 лет вошла в основной состав украинской национальной сборной и благодаря череде удачных выступлений удостоилась права защищать честь страны на летних Олимпийских играх в Сиднее — в женском плавании на 800 метров вольным стилем заняла итоговое 23 место.
На чемпионате мира 2003 года в Барселоне показала на дистанции 1500 метров вольным стилем время 16:27,76 — тем самым установила рекорд Украины в данной дисциплине.
Находясь в числе лидеров украинской сборной, благополучно прошла отбор на Олимпийские игры 2004 года в Афинах — на сей раз на дистанциях 400 и 800 метров вольным стилем заняла 38 и 20 места соответственно.
После афинской Олимпиады Береснева переехала на постоянное жительство в Израиль и получила паспорт этой страны (получение гражданства стало возможным благодаря тому, что её дед был евреем). Начиная с этого времени представляла на международных соревнованиях израильскую национальную сборную, в частности состояла в израильской команде на мировом первенстве 2005 года в Монреале.
Не сумев квалифицироваться на Олимпиаду в Пекине, в 2008 году Ольга Береснева вернулась на Украину и сменила специализацию — с этого момента стала выступать в плавании на открытой воде. Так, в 2010 году на чемпионате Европы в Будапеште в заплыве на 25 км она обошла всех своих соперниц и тем самым завоевала награду золотого достоинства. Стартовала на открытой воде на мировом первенстве в Шанхае, но здесь попасть в число призёров не смогла.
В 2012 году выступила на Олимпийских играх в Лондоне, где в заплыве на 10 км финишировала седьмой. Впоследствии, однако, в её допинг-пробе, сданной на этих Играх, были обнаружены следы рекомбинантного эритропоэтина — в связи с этим Международный олимпийский комитет аннулировал результат её выступления на Олимпиаде в Лондоне.
Принимала участие в чемпионате мира 2013 года в Барселоне — на дистанции 10 км показала 18 результат, тогда как на 25 км не финишировала.
За выдающиеся спортивные достижения удостоена почётного звания «Мастер спорта Украины международного класса» (2014).
Имеет два высших образования, окончила Донецкий институт здоровья, физического воспитания и спорта и Институт имени Вингейта. Завершив в 2015 году карьеру профессиональной спортсменки, занялась тренерской деятельностью — в январе 2016 года открыла собственную школу плавания в Мариуполе.